# Конти-Шльонські
Конти-Шльонські (пол. Kąty Śląskie) — село в Польщі, у гміні Сосне Островського повіту Великопольського воєводства.
Населення — 137 осіб (2011).

## Демографія
Демографічна структура станом на 31 березня 2011 року:
|          | Загалом | Допрацездатний вік | Працездатний вік | Постпрацездатний вік |
| -------- | ------- | ------------------ | ---------------- | -------------------- |
| Чоловіки | 70      | 15                 | 47               | 8                    |
| Жінки    | 67      | 19                 | 33               | 15                   |
| Разом    | 137     | 34                 | 80               | 23                   |